# 異種バリオン
異種バリオン（いしゅバリオン、英: Exotic baryons）は、3つのクォークとその他の基本粒子の束縛状態である仮想上の複合粒子である。一方、通常のバリオンは3つのクォークのみから構成される。付け加わる粒子には、クォーク、反クォーク、グルーオンがある。
そのような異種バリオンの例として、4つのクォークと1つの反クォークからなるペンタクォークや、2つずつのアップクォーク、ダウンクォーク、ストレンジクォークからなるHダイバリオンがある。ペンタクォークとは異なり、この粒子は長い寿命を持つか安定である。ペンタクォークやHダイバリオンは検出の報告はあるが、まだ確認されていない。
実験結果の異常を説明するために、標準模型を越えることを要請するいくつかの異種バリオンの存在も推測されているが、実験的な証拠はない。例としては、3つのクォークとグルイーノの束縛状態である超対称性Rバリオンがある。最も軽いRバリオンはS0と表され、1つずつのアップクォーク、ダウンクォーク、ストレンジクォークとグルイーノから構成される。この粒子は長寿命か安定であると考えられ、超高エネルギーの宇宙線を説明しうる。安定な異種バリオンは、強い相互作用を示すダークマターの候補である。